# 범어사 함허어록
범어사 함허어록(梵魚寺 涵虛語錄)은 부산광역시 금정구 범어사에 있는, 조선 전기의 고승인 함허화상 기화(己和)의 시문집으로 1책의 목판본이다. 1999년 11월 19일 부산광역시의 유형문화재 제33호로 지정되었다.

## 개요
조선 전기의 고승인 함허화상 기화(己和)의 시문집으로 1책의 목판본이다. 간행기록에 의하면 이 책은 세종 22년(1440) 7월 문인인 문수(文秀)에 의해 문경 봉암사에서 간행되었다. 
이 책에는『영가집』을 풀이한 「영가집십장찬송병서」,『원각경』과 『법화경』의 요지를 요약한 「원각경송」16수, 「법화경송」31수, 「대승기신론석제병서」등이 수록되어 있다. 이 밖에 함허 자신의 깨달음의 세계를 찬송하고 음미한 것, 아미타불의 공덕과 극락세계의 공덕, 그리고 염불하여 왕생하는 공덕을 찬양한 것 등 다수가 있다.
이 책은 한국불교 수행의 중심과제였던 선(禪)·교(敎)·염불(念佛)을 함께 취급한 자료로서, 우리나라 불교의 연원을 살피는데 있어서 중요한 자료로 평가된다.

## 참고 자료
- 범어사 함허어록 - 국가유산청 국가유산포털